# Яхья ибн Ади
Абу Закария Яхья ибн Ади (Иоанн, отец Захарии, сын Ади), известный как Яхья ибн Ади (893—974), был сирийским христианином-якобитом, философом, теологом и переводчиком, работавшим на арабском языке.
Яхья ибн Ади родился в Тикрите (современный Ирак) в семье сирийских христиан-якобитов в 893 году.
В Багдаде он изучал философию и медицину у Абу Бишра Матты ибн Юнуса, который также преподавал Аль-Фараби.
Он перевел многочисленные произведения греческой философии на арабский язык, в основном из существующих версий на сирийском языке. К ним относятся: Законы Платона; «Софистические опровержения» Аристотеля (из сирийского перевода Теофила Эдесского) и «Топики» (из перевода Хунайна ибн Исхака); и Теофраст «Метафизика».
Он также написал ряд философских и богословских трактатов, наиболее значительными из которых являются «Тахзиб аль-ахлак» и «Макала фи ат-таухид». Он преподавал ряду христианских и мусульманских студентов, в том числе Ибн Мискавайха, Ибн аль-Хаммара и Ибн Зуру. Ибн Зура сделал арабские переводы Аристотеля и других греческих писателей с сирийского языка.
Он умер в 974 году и похоронен в сирийской церкви Святого Фомы в Багдаде.